# Bezirk Příbram
Der Bezirk Příbram (tschechisch: Okresní hejtmanství Příbram) war ein Politischer Bezirk im Königreich Böhmen. Der Bezirk umfasste Gebiete in der Mittelböhmischen Region (Okres Příbram). Das Gebiet gehörte seit 1918 zur neu gegründeten Tschechoslowakei und ist seit 1993 Teil Tschechiens.

## Geschichte
Die modernen politischen Bezirke der Habsburgermonarchie wurden 1868 im Zuge der Trennung der politischen von der judikativen Verwaltung geschaffen.
Der Bezirk Příbram wurde 1868 aus den Gerichtsbezirken Příbram (tschechisch: soudní okres Příbram) und Dobříš (Dobříš) gebildet.
Im Bezirk Příbram lebten 1869 58.337 Personen, wobei der Bezirk ein Gebiet von 12,0 Quadratmeilen und 60 Gemeinden umfasste.
1900 beherbergte der Bezirk 34.513 Menschen, die auf einer Fläche von 67,86 km² bzw. in 90 Gemeinden lebten.
Der Bezirk Příbram umfasste 1910 eine Fläche von 657,84 km² und eine Bevölkerung von 35.242 Personen. Von den Einwohnern hatten 29.015 Tschechisch und 6178 Deutsch als Umgangssprache angegeben. Weiters lebten im Bezirk 49 Anderssprachige oder Staatsfremde. Zum Bezirk gehörten zwei Gerichtsbezirke mit insgesamt 91 Gemeinden bzw. 112 Katastralgemeinden, darunter den vier Städten Příbram, Dobříš, Nový Knín und Březové Hory.